# ميكا (لاعب كرة قدم إسباني)
ميكا (بالإسبانية: Miguel Ángel Junco Martínez) هو لاعب كرة قدم إسباني في مركز الهجوم، ولد في 18 مارس 1993 في سانتاندير في إسبانيا. لعب مع نادي هويسكا.

## وصلات خارجية
- ميكا على موقع قاعدة بيانات كرة القدم.إي يو (الإنجليزية)
- ميكا على موقع Soccerway.com (الإنجليزية)
- ميكا على موقع AS.com (الإسبانية)